# Antoní (filòsof)
Antoní (en grec Ἁντωνῖνος) va ser un filòsof neoplatònic del segle iv. Era fill d'Eustaci de Capadòcia i de Sosipatra.
Va anar a Alexandria i va quedar tant impressionat per la branca canòpica del riu Nil a la vora de la ciutat de Canop que va decidir quedar-se allà. Es va consagrar completament als déus que es veneraven en aquell lloc. Es va dedicar a descobrir la saviesa, renunciant als plaer del cos, i no va mostrar cap interès per dedicar-se a la teúrgia o a qualsevol altra pràctica sobrenatural, tot i que havia heretat de la seva mare el do de la profecia i era un mestre vident. Tothom admirava el seu caràcter humil i fort a la vegada, i els estudiants d'Alexandria l'anaven a veure amb freqüència per preguntar-li problemes de lògica i demanar-li que els expliqués la filosofia de Plató. Però als que li preguntaven coses divines no els donava resposta.
Va predir la destrucció del gran temple de Serapis, el Serapeu d'Alexandria per part dels cristians. Antoní va morir l'any 390 i el temple va ser destruït l'any següent.